# Karel Záhorský (malíř)
Karel Záhorský, křtěný Karel Pavel (25. ledna 1870 Smíchov – 16. dubna 1902 Strašice), byl český akademický malíř.

## Život
Narodil se na Smíchově v rodině inženýra a stavebního mistra Karla Záhorského a jeho manželky Antonie roz. Bláhové. Zprvu absolvoval obecnou školu, dále navštěvoval 4 roky reálné gymnázium a následně studoval na pražské c.k. umělecko-průmyslové škole. Další školení absolvoval na pražské malířské akademii, kde ve školních rocích 1887/1888 až 1890/1891 navštěvoval výuku u prof. Maxmiliána Pirnera. Po absolvování akademie pobýval na Starém Městě, kde měl svůj ateliér, maloval portréty a obrazy s orientálními motivy. V roce 1900 pracoval Karel Záhorský společně s malířem K. Raškem na přenosu obrazu na stěnu kostela v Mikulči, podle návrhu Mikoláše Alše, který představoval sv. Vojtěcha. Oba malíři obdrželi od mistra Alše 100 zlatých za dobře odvedenou práci.
Ještě téhož roku patrně opustil Prahu a usadil se ve vesničce Strašice, která leží poblíž Rokycan. Koncem roku 1901 se oženil s Marií Šmolikovou,dcerou místního kupce. Na začátku následujícího roku malíř onemocněl, později se přidal zápal plic a jeho oslabené tělo ataku nevydrželo a Karel Záhorský 16. dubna roku 1902 zemřel, za čtyři dni poté byl pohřben na místním hřbitově
.

## Výstavy

### Kolektivní
- 1893 – Umělecká beseda: 5. vánoční výstava, Spolkové místnosti Umělecké besedy, Praha
- 1894 – Umělecká beseda: 6. vánoční výstava, Topičův salon, Praha
- 1895 – Umělecká beseda: Jarní výstava, Topičův salon, Praha
- 1896 – Umělecká beseda: 8. vánoční výstava, Topičův salon, Praha
- 1898 – Vánoční výstava českých umělců, Topičův salon, Praha
- 2008/2009 – Bytosti odnikud: Metamorfózy akademických principů v malbě 1. poloviny 20. století, Městská knihovna Praha
- 2009 – Bytosti odnikud: Metamorfózy akademických principů v malbě 1. poloviny 20. století, Uměleckoprůmyslové muzeum, Brno

## Galerie

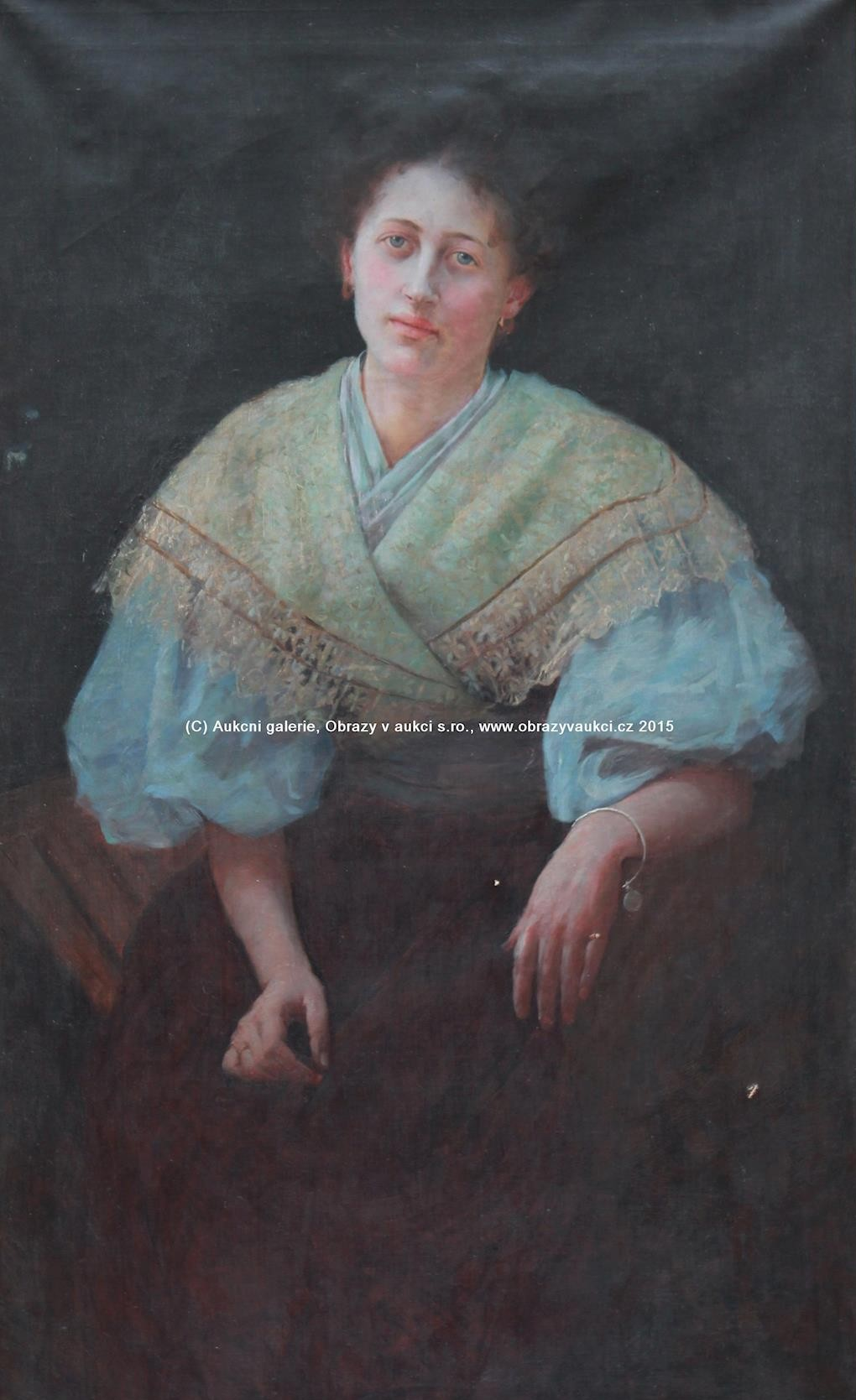
Portrét dívky
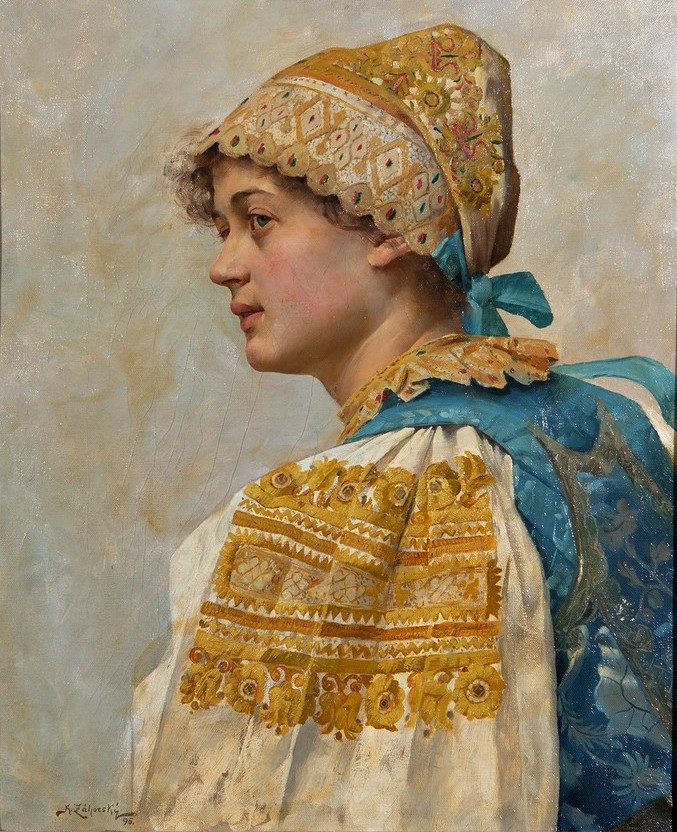
Portrét dívky v kroji (olej na plátně)
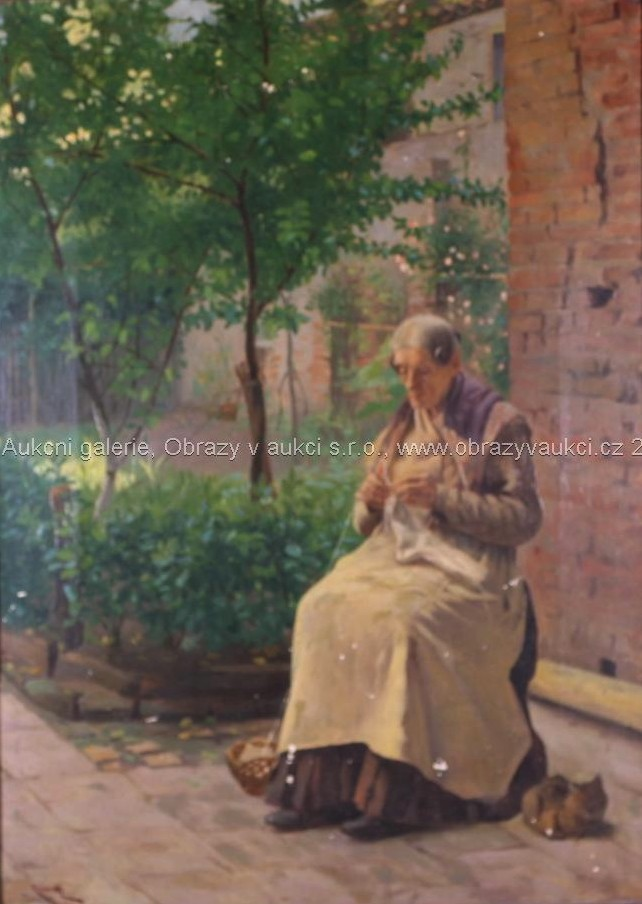
V zahradě (olej na plátně)
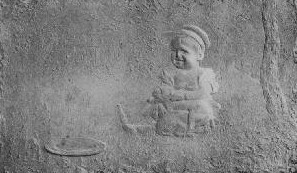
Jídelní lístek
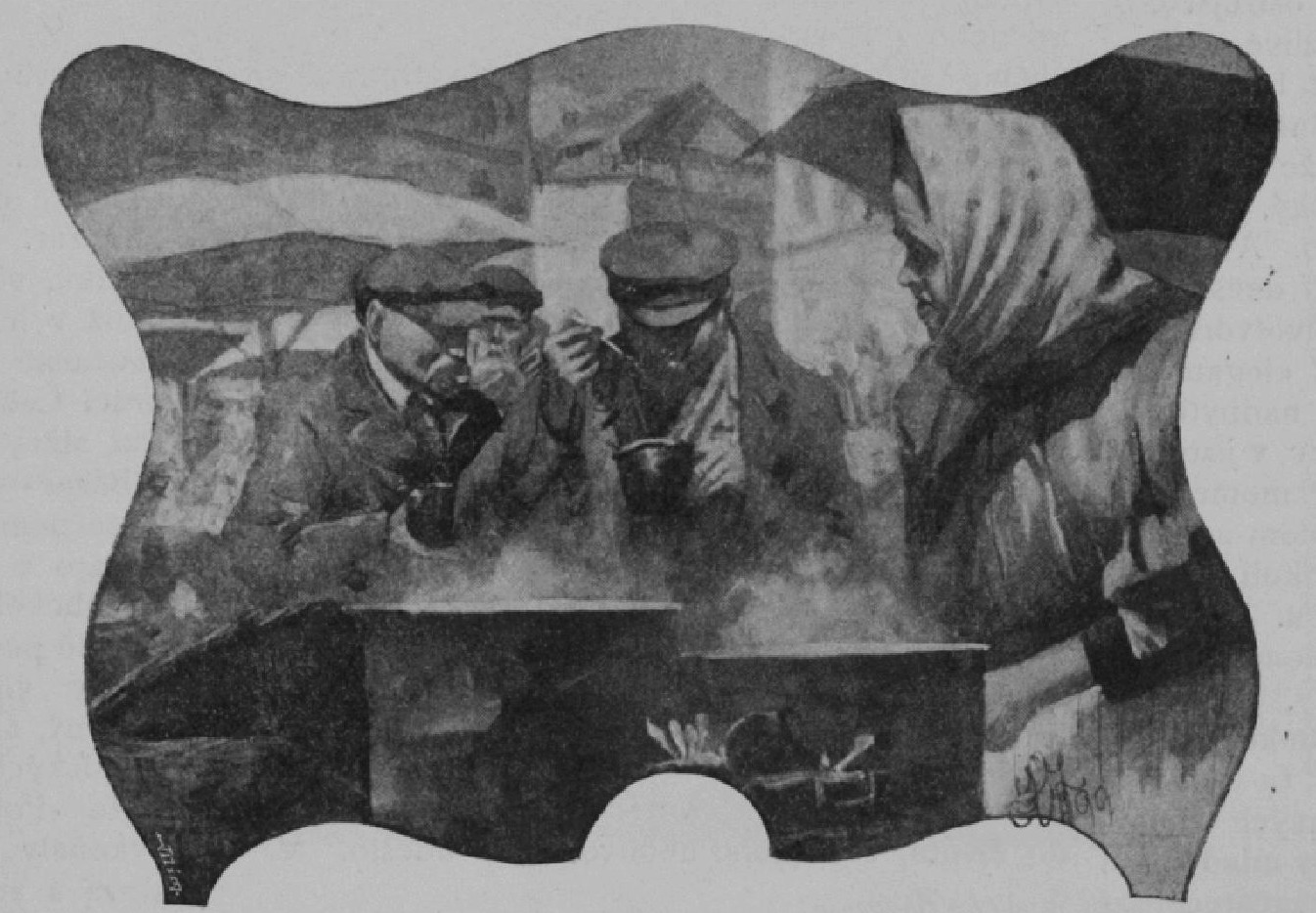
Svačina
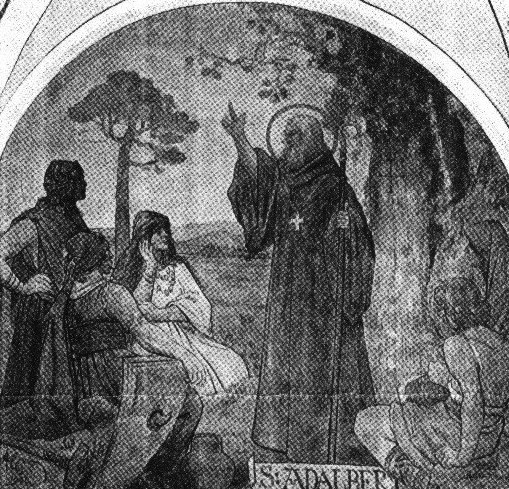
K. Záhorský a K. Rašek: Sv. Vojtěch (dle návrhu M. Alše) kostel v Mikulči